# Muslimský periodický tisk v Bosně a Hercegovině
Rozvoj knihtisku v Bosně a Hercegovině je nerozlučně spjat s rakousko-uherskou okupací této nejzápadnější osmanské provincie, byť samotné počátky oboru je možné hledat v polovině 60. let 19. století. Již od samého počátku je možné tiskoviny rozdělit na konfesní (muslimské, katolické, pravoslavné a židovské) a nadkonfesní (úřední, odborné, stavovské, dělnické, rolnické aj.), a to nejen svým původem (příslušností vydavatele a redakce), ale i převládajícím čtenářstvem. Muslimský periodický tisk se oproti ostatními konfesním tiskovinám potýkal s významnějšími obtížemi, muslimská komunita postrádala jak odborně zdatné pracovníky, tak i čtenářské publikum. Do roku 1878 islámský školský systém v Bosně a Hercegovině užíval pouze arabské písmo, to však nová státní noc zcela potlačila a prosazovala latinku. Přechodné období mezi osmanskou minulostí a habsburskou přítomností bylo patrné na listech Vatan a Bošnjak. Zatímco první ještě vycházel v osmanské turečtině v arabském písmu, ten druhý jen bosensky v latince. Teprve až na přelomu 19. a 20. století, kdy narostly počty muslimů vzdělávajících se ve veřejném školském systému, a ještě silněji po společensko-politické emancipaci muslimů (vzniku politických stran a dalších spolků) mezi lety 1906–1912, se dramaticky zvýšil počet muslimských periodik i jejich čtenářů. Zde stojí za pozornost kulturní časopisy Behar, Gajret a Biser, z politických pak Musavat a Muslimanska sloga.
Vydavatelská činnost značně utrpěla během první světové války (1914–1918), kdy mnohé časopisy byly zakázány nebo materiálně strádaly. Po vzniku nového jihoslovanského státu, Království Srbů, Chorvatů a Slovinců, se objevily četné pokusy znovu oslovit muslimské čtenáře, ale nakonec marně. Změněné politické i ekonomické okolnosti muslimské tvorbě nepřály. V tuto dobu se prosadil jen list Pravda, tiskový orgán Jugoslávské muslimské organizace (JMO). Teprve až ve druhé polovině 20. let, kdy se společenské i ekonomické vyhlídky zlepšily, se objevují nové časopisy. Mezi nimi vynikají periodika akcentující kulturní osvětu, jako např. Novi behar, anebo společenskou reformu uvnitř muslimské obce, mezi nimi Đulistan, Islamska svijest, Reforma a Hikjmet. Zavedení královské diktatury roku 1929 mnohé vydavatelské počiny nadobro zhatilo a muslimové, naladění povětšinou protirežimně, se opětovně dostali na okraj hlavního společenského i politického proudu. JMO i další politické strany byly úředně rozpuštěny, četné tiskoviny se dočkaly zákazu. K uvolnění společenských poměrů došlo až v druhé polovině 30. let. Tehdy se emancipuje především Islámské společenství, zastřešující duchovní organizace muslimů v Jugoslávie. Z jeho podnětu se formuje časopis El-Hidaje a Glasnik Islamske vjerske zajednice Kraljevine. V závěru dekády se začínají také formovat alternativní politické proudy uvnitř muslimské pospolitosti, např. levicový Putokaz a autonomistický list Naša Bosna. Slibný rozvoj přerušuje německá intervenci v Jugoslávii roku 1941 a vypuknutí druhé světové války na Balkáně.
Léta existence fašistického Nezávislého státu Chorvatsko (1941–1945) jsou poznamenána všeobecným úpadkem kultury. Většina periodik byla z ideologických důvodů zakázána a ta zbývající se musela přizpůsobit válečným okolnostem, kupříkladu změnou jména, pravopisu i redakční politiky.
Ustavení komunistického režimu se postavení muslimských tiskovin nezlepšilo, spíše naopak. V krátké době byly z ideologických důvodů zrušeny i zbývající muslimské listy. Jedinou výjimku tvořila islámská ročenka Takvim. Období tuhé represe v 40. a 50. letech následně v 70. letech vystřídalo období pozvolné obnovy duchovního života. Nový impuls do nakladatelské činnosti přinesl konec 80. let spojený s národní emancipací muslimů (Bosňáků) v Bosně a Hercegovině a Sandžaku. Od té doby byly čtenářům k dispozici nové listy a časopisy s duchovní i společenskou tematikou. Tento trend nezvrátil ani válečný konflikt provázející rozpad Jugoslávie.

## 1878–1918 Rakousko-uherská správa Bosny a Hercegoviny
- 1884–1897 Vatan: Politički informativni list za narodno prosvjećivanje (Vlast, Sarajevo)
- 1891–1910 Bošnjak: List za politiku, pouku i zabavu (Bosňák, Sarajevo)
- 1897–1902 Rehber: List za političku i islamsku znanost (Ukazatel, Sarajevo), navazoval na Vatan
- 1900–1911 Behar: List za pouku i zabavu (Květ, Sarajevo)
- 1906–1911 Musavat: Organ Muslimske narodne organizacije (Rovnost, Mostar 1906–1909, Sarajevo 1909–1911)
- 1906–1907 Bosansko-hercegovački glasnik: List za politiku, ekonomiju i književnost i za interese Muslimana u Bosni i Hercegovini (Bosensko-hercegovský věstník, Sarajevo)
- 1906, 1907, 1914 a 1936–1940 Gajret: kalendar 1906, 1907, 1915, 1937–1941 (Úsilí, Sarajevo)
- 1907–1914 Gajret: Glasilo „Gajreta“, društva za potpomaganje đaka muslimana na srednjim školama (Úsilí, Sarajevo)
- 1907 Ogledalo: Organ naprednih muslimana u Bosni i Hercegovini (Zrcadlo, Sarajevo)
- 1908–1911 Muslimanska svijest: Neodvisni organ Muslimanske napredne stranke za Bosnu i Hercegovinu (Muslimské uvědomění, Sarajevo)
- 1908–1911 Tarik: List za pouku i zabavu – Muslimanski religiozno-politički list (Ukazatel, Sarajevo)
- 1910–1912 Samouprava: Organ Muslimanske demokracije u Bosni i Hercegovini (Samospráva, Sarajevo)
- 1910–1912 a 1914 Muslimanska sloga: Glasilo bosansko-hercegovačkih muslimana – Organ Muslimanske samostalne stranke (Muslimská svornost, Sarajevo), navazoval na list Muslimanska svijest
- 1910–1913 Muallim: List za pouku i za staleške interese mualima i imama u Bosni i Hercegovini – Glasilo Muslimanskog mualimsko-imamskog društva za Bosnu i Hercegovinu (Učitel, Sarajevo), roku 1914 se sloučil s listem Misbah
- 1911–1912 a 1913–1914 Zeman: Organ Ujedinjene muslimanske organizacije (Epocha, Sarajevo)
- 1911–1912 Novi musavat/Jeni musavat: Organ Muslimanske narodne organizacije (Nová rovnost, Sarajevo), navazoval na Musavat
- 1912–1914 a 1918 Biser: List za širenje prosvjete među muslimanima u Bosni i Hercegovini (Perla, Mostar)
- 1912–1914 Misbah: List za narodno prosvjećivanje i za staleške interese muslimanskog sveštenstva – Organ Udruženja bosansko-hercegovačke ilmije (Světlo, Sarajevo)
- 1912–1913 Srpska omladina: Kulturno književni list (Srbská omladina, Sarajevo).
- 1913 Novi vakat: List za politiku i narodno gospodarstvo – Glasilo Muslimanske ujedinjene organizacije (Nový čas, Sarajevo), navazoval na Zeman
- 1914 Jeni misbah: List za narodno prosvjećivanje i kultivisanje muslimana – Organ Udruženja bosansko-hercegovačke ilmije (Nové světlo, Sarajevo), navazoval na Misbah
- 1914 Vakat: List za interese bosansko-hercegovačkih muslimana (Čas, Sarajevo), navazoval na Novi vakat

## 1918–1941 Království Srbů, Chorvatů a Slovinců čili Království Jugoslávie
- 1918–1918 Jednakost: Organ Jugoslavenske muslimanske demorkatije (Rovnost, Sarajevo)
- 1919–1920 Budućnost: Organ naprednih nacionalista za rad među muslimanima – Književno-nacionalni i kulturni časopis (Budoucnost, Sarajevo)
- 1919 Vrijeme: Glasilo Muslimanske organizacije (Čas, Sarajevo)
- 1919–1927 a 1936–1941 Pravda: Političko-informativni list – Glasilo Jugoslavenske muslimanske organizacije (Spravedlnost, Sarajevo), krátce vycházel pod jinými jmény: červenec 1925 Glasnik Jugoslavenske muslimanske organizacije, červenec 1925–leden 1926 Novi glasnik Jugoslavenske muslimanske organizacije
- 1920–1922 Domovina: Nezavisni muslimanski list (Vlast, Sarajevo)
- 1920 Novi vijek: Polumjesečnik i mjesečnik za društveni život, privredu i literaturu (Nová doba, Sarajevo)
- 1920 Novi pokret: Nezavisni muslimanski tjednik (Nové hnutí, Sarajevo)
- 1920 Obrana: Glasilo „Muslimanske narodne stranke“ (Obrana, Sarajevo)
- 1921–1922 a 1924–1941 Gajret = Gajret: glasilo „Gajreta“ (Úsilí, Sarajevo)
- 1921–1923 Naša pravda: Nezavisni list autonomističkih muslimana (Naše spravedlnost, Sarajevo)
- 1922–1924 Iršad: Glasilo Jugoslavenske muslimanske narodne organizacije (Nasměrování, Sarajevo)
- 1926 Đulistan: Časopis za kulturno i socijalno podizanje muslimanske žene (Růžová zahrada, Sarajevo)
- 1926 Islamska svijest: List za kulturno-prosvjetno i moralno-etičko podizanje muslimana (Islámské uvědomění, Sarajevo)
- 1927–1928 Araba: List za humor i zabavljanje (Araba, Stolac)
- 1927–1945 Novi behar: List za pouku i zabavu (Nový květ, Sarajevo)
- 1928 Naša pravda: List jugoslavenske muslimanske organizace (Naše spravedlnost, Banja luka)
- 1928 Reforma: Političko-informativni list (Reforma, Sarajevo)
- 1929–1936 Hikjmet: Muslimanski vjersko-prosvjetni list (Moudro, Tuzla)
- 1931–1932 Slobodna riječ: Glasilo javnog mišljenja muslimana u Jugoslaviji (Svobodné slovo, Sarajevo)
- 1932–1941 Dječiji Novi behar: Dječiji prilog „Novom beharu“ (Dětský Nový květ, Sarajevo)
- 1932–1935 Islamski svijet: Nezavisni islamski tjednik – Glasilo muslimana u Kraljevini Jugoslaviji (Islámský svět, Sarajevo)
- 1932–1944 Narodna uzdanica: kalendar 1933–1945 (Lidová podpora: kalendář, Sarajevo)
- 1933–1935 Islamski svijet: muslimanski književno-publicistički kalendar za hidžretsku godinu (Islámský svět: kalendář, Sarajevo)
- 1933–1945 Glasnik Vrhovnog starješinstva Islamske vjerske zajednice Kraljevine Jugoslavije (Věstník Vrchního stařešinstva Islámského náboženského společenství Království Jugoslávie, 1933–1936 Beograd, 1936–1945 Sarajevo), 1936–1941 název Glasnik Islamske vjerske zajednice Kraljevine Jugoslavije, 1941–1945 název Glasnik Islamske vjerske zajednice Nezavisne države Hrvatske
- 1933–1934 Sabah zora: Kulturni mjesečnik (Ráno, Sarajevo)
- 1934 Jutro: Glasilo javnog mišljenja muslimana Jugoslavije (Ráno, Sarajevo)
- 1935–1936 Islamski glas: Nezavisni kulturno-prosvjetni i informativni list (Islámský hlas, Sarajevo)
- 1936–1941 Muslimanska svijest: Politički informativni list – Organ Hrvata Muslimana (Muslimské uvědomění, Sarajevo), 1941–1945 název Hrvatska svijest
- 1936–1945 El-Hidaje: Organ Organizacije jugoslavenske ilmije i drugih službenika Kraljevine Jugoslavije (El-Hidaje, Sarajevo)
- 1936 Ilustrovani islamski svijet (Ilustrovaný islámský svět, Sarajevo)
- 1936–1937 Naša domovina: Nezavisni kulturno-prosvjetni i informativni list (Naše vlast, Sarajevo)
- 1937 Napredna općina: nezavisno glasilo nezainteresovanih (Pokroková obec, Sarajevo)
- 1937–1938 Naša budućnost: List za privredna i politička pitanja (Naše budoucnost, Sarajevo)
- 1937–1939 Putokaz: List za društvena i književna pitanja (Ukazatel, Zagreb)
- 1939–1941 Naša Bosna: Organ autonomista muslimana (Naše Bosna, Sarajevo)
- 1940 Muslimanska sloga: Organ hrvatskih muslimana (Muslimská svornost, Banja Luka)

## 1941–1945 Nezávislý stát Chorvatsko
- 1941–1945 Glasnik Islamske vjerske zajednice Nezavisne države Hrvatske (Věstník Islámského náboženského společenství Nezávislého státu Chorvatsko, Sarajevo), navazoval na list Glasnik Islamske vjerske zajednice Kraljevine Jugoslavije
- 1941–1945 Hrvatska svijest (Chorvatské uvědomění), navazoval na list Muslimanska svijest
- 1942–1944 Osvit (Svítání, Sarajevo)
- 1943–1944 Hrvatska misao (Chorvatská idea, Sarajevo)

## 1945–1992 Socialistická Jugoslávie
- 1947–0000 Takvim (Kalendář, Sarajevo)
- 1950–1992 Glasnik Vrhovnog islamskog starješinstva u FNRJ (Věstník Vrchního islámského stařešinstva ve FNRJ, Sarajevo), 1963–1989 s názvem Glasnik Vrhovnog islamskog starješinstva u SFRJ, 1990–1992 s názvem Glasnik Rijaseta Islamske zajednice u SFRJ
- 1968–0000 Zemzem: muslimanski omladinski list (Zemzem, Sarajevo)
- 1970–0000 Preporod: islamske informativne novine (Obrození, Sarajevo)
- 1979–0000 Islamska misao : časopis za islamska pitanja, filozofiju i kulturu (Islámská idea, Sarajevo)
- 1982–0000 Zbornik radova Islamskog teološkog fakulteta u Sarajevu (Sborník prací Islámské teologické fakulty, Sarajevo), od 2000 pod názvem Zbornik radova – Fakultet islamskih nauka u Sarajevu
- 1990–0000 Muallim: islamska revija (Učitel, Sarajevo)

## 1992 Bosna a Hercegovina
- 1994–1996 Glasnik Rijaseta Islamske zajednice u Republici Bosni i Hercegovini (Věstník Rijasetu Islámského společenství v Republice Bosně a Hercegovině, Sarajevo), od 1997 s názvem Glasnik Rijaseta Islamske zajednice u Bosni i Hercegovini
- 1994–1999 Evlad: list za pouku i zabavu mladih Muslimana (Evlad: list pro poučení a pobavení mladých Muslimů, Mostar)
- 1995–1999 Kabes: popularni časopis za duhovnu i nacionalnu afirmaciju (Kabes: populární časopis pro duchovní a národní afirmaci, Mostar)
- 1995–2009 Kevser: islamski list za djecu (Kevser: islámský list pro děti, Sarajevo)
- 1997–000 Znakovi vremena: časopis za filozofiju (Znamení času, Sarajevo)
- 1997–000 Saff: islamski omladinski časopis (Řada: islámský časopis pro mládež, Zenica)
- 2000–000 Novi muallim (Nový učitel, Sarajevo)
- 2013–000 Istina o šiijama (Pravda o ší'itech, Sarajevo)